# Liste der Bodendenkmäler in Markt Taschendorf
Auf dieser Seite sind die Bodendenkmäler in dem mittelfränkischen Markt Markt Taschendorf zusammengestellt. Diese Tabelle ist eine Teilliste der Liste der Bodendenkmäler in Bayern. Grundlage ist die Bayerische Denkmalliste, die auf Basis des Bayerischen Denkmalschutzgesetzes vom 1. Oktober 1973 erstmals erstellt wurde und seither durch das Bayerische Landesamt für Denkmalpflege geführt wird. Die folgenden Angaben ersetzen nicht die rechtsverbindliche Auskunft der Denkmalschutzbehörde.

## Bodendenkmäler in Markt Taschendorf

### Gemarkung Altershausen
| Lage                    | Objekt                                                          | Akten-Nr.     | Bild |
| ----------------------- | --------------------------------------------------------------- | ------------- | ---- |
| Altershausen (Standort) | Bestattungsplatz vorgeschichtlicher Zeitstellung mit Grabhügel. | D-5-6329-0035 |      |

### Gemarkung Frankfurt
| Lage                 | Objekt                                                           | Akten-Nr.     | Bild |
| -------------------- | ---------------------------------------------------------------- | ------------- | ---- |
| Frankfurt (Standort) | Grabhügel vorgeschichtlicher Zeitstellung.                       | D-5-6329-0026 |      |
| Frankfurt (Standort) | Grabhügel vorgeschichtlicher Zeitstellung.                       | D-5-6329-0027 |      |
| Frankfurt (Standort) | Bestattungsplatz vorgeschichtlicher Zeitstellung mit Grabhügeln. | D-5-6329-0028 |      |
| Frankfurt (Standort) | Freilandstation des Mesolithikums.                               | D-5-6329-0029 |      |
| Frankfurt (Standort) | Siedlung vor- und frühgeschichtlicher Zeitstellung.              | D-5-6329-0067 |      |

### Gemarkung Hombeer
| Lage               | Objekt                                     | Akten-Nr.     | Bild |
| ------------------ | ------------------------------------------ | ------------- | ---- |
| Hombeer (Standort) | Grabhügel vorgeschichtlicher Zeitstellung. | D-5-6329-0032 |      |
| Hombeer (Standort) | Grabhügel vorgeschichtlicher Zeitstellung. | D-5-6329-0033 |      |
| Hombeer (Standort) | Grabhügel vorgeschichtlicher Zeitstellung. | D-5-6329-0034 |      |

### Gemarkung Markt Taschendorf
| Lage                         | Objekt | Akten-Nr.     | Bild |
| ---------------------------- | --- | ------------- | ---- |
| Markt Taschendorf (Standort) | Grabhügel vorgeschichtlicher Zeitstellung. | D-5-6229-0016 |      |
| Markt Taschendorf (Standort) | Bestattungsplatz mit Grabhügel vorgeschichtlicher Zeitstellung.                                                                               | D-5-6229-0018 |      |
| Markt Taschendorf (Standort) | Freilandstation des Mesolithikums. | D-5-6229-0019 |      |
| Markt Taschendorf (Standort) | Siedlung vor- und frühgeschichtlicher Zeitstellung.                                                                                           | D-5-6229-0022 |      |
| Markt Taschendorf (Standort) | Mittelalterliche und frühneuzeitliche Befunde im Bereich der Evangelisch-Lutherischen Pfarrkirche St. Johannes Baptista in Markt Taschendorf. | D-5-6229-0063 |      |
| Markt Taschendorf (Standort) | Grabhügel der Hallstatt- und Latènezeit. | D-5-6329-0020 |      |
| Markt Taschendorf (Standort) | Grabhügel vorgeschichtlicher Zeitstellung. | D-5-6329-0021 |      |

### Gemarkung Obersteinbach
| Lage                     | Objekt | Akten-Nr.     | Bild |
| ------------------------ | --- | ------------- | ---- |
| Obersteinbach (Standort) | Grabhügel vorgeschichtlicher Zeitstellung.                                                                                     | D-5-6329-0036 |      |
| Obersteinbach (Standort) | Grabhügel vorgeschichtlicher Zeitstellung.                                                                                     | D-5-6329-0037 |      |
| Obersteinbach (Standort) | Mittelalterliche und frühneuzeitliche Befunde im Bereich der Evangelisch-Lutherischen Pfarrkirche St. Rochus in Obersteinbach. | D-5-6329-0142 |      |
| Obersteinbach (Standort) | Mittelalterliche und frühneuzeitliche Befunde im Bereich des ehemaligen Schlosses von Obersteinbach.                           | D-5-6329-0143 |      |